# 蒂拉黑恩
蒂拉歇恩是瑞士的城鎮，位於該國中西部，由伯恩州負責管轄，面積7.52平方公里，六成半土地是農業用地，海拔高度610米，2011年人口2,285，人口密度每平方公里304人。

## 外部連結
- http://www.thierachern.ch （页面存档备份，存于）